# 효덕현황후
효덕현황후(孝德顯皇后, 만주어: ᡥᡳᠶᠣᠣᡧᡠᠩᡤᠠ
ᡝᡵᡩᡝᠮᡠ
ᡳᠯᡝᡨᡠ
ᡥᡡᠸᠠᠩᡥᡝᠣ 히유슝가 어르더무 일러투 후왕허오, 도광(道光) 원년 2월 30일(1831년 4월 12일) ~ 도광(道光) 29년 12월 12일(1850년 1월 24일))는 함풍제의 첫 번째 황후이다. 만주 양황기(鑲黃旗) 출신으로, 태상시소경(太常寺少卿) 부태(富泰)의 딸이다.

## 생애
도광 27년에 嫡福晉(적복진)으로 책봉되었으며, 함풍제가 즉위하기 전에 죽었기 때문에 정식 황후에 오르지는 못했으나 함풍제가 즉위한 뒤 황후로 추존되었다. 사후 시호는 효덕온예성순자장각신휘의공천찬골현황후(孝德溫惠誠順慈莊恪愼徽懿恭天贊聖顯皇后)이다. 슬하에 자식은 없다.
| 전임 효정성황후 | 청나라의 황후 사후 시호 | 후임 효정현황후 |

## 같이 보기
- 입팔분공